# Eparchia di Karaganda

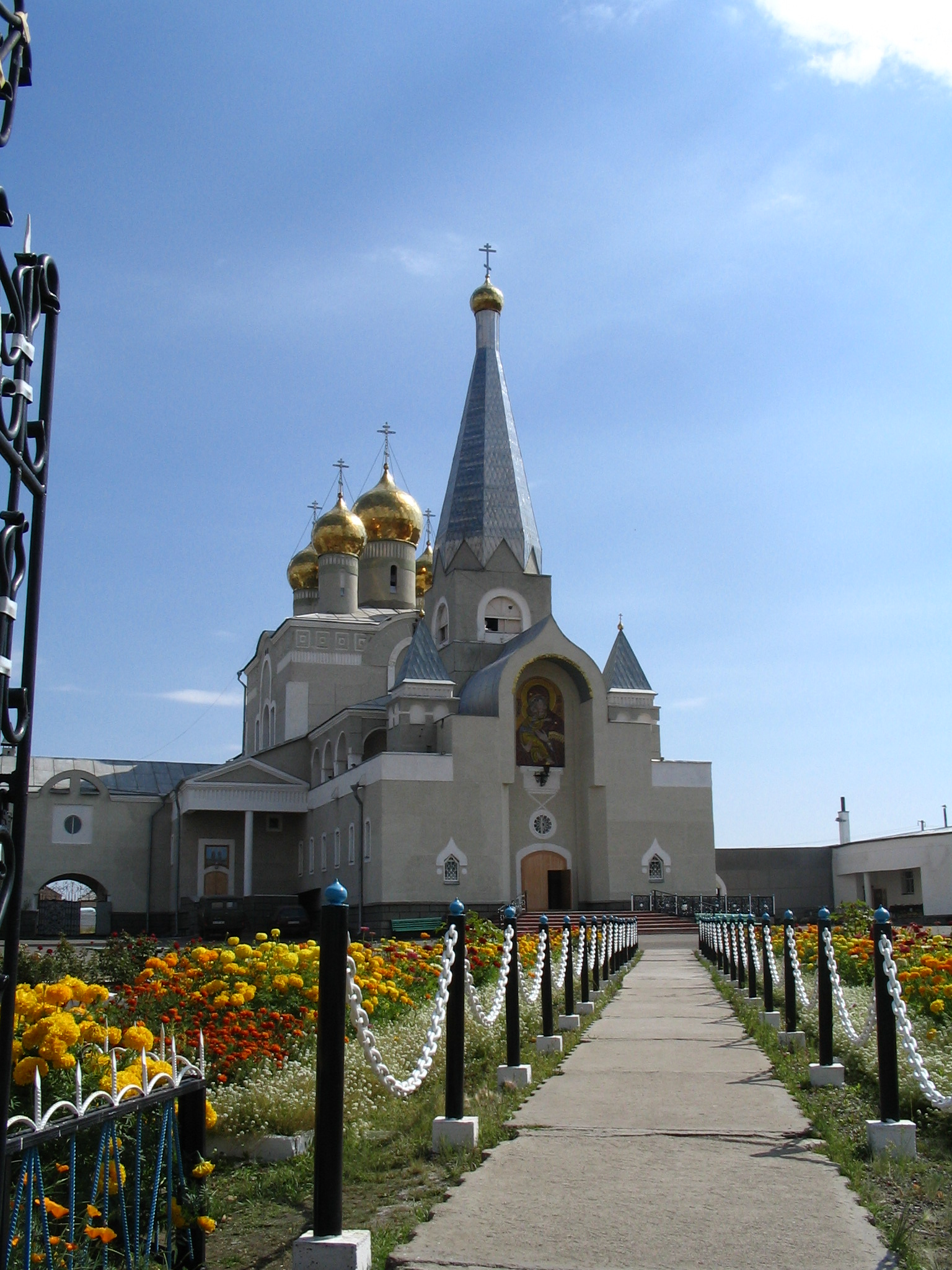
Cattedrale di Nostra Signora della Presentazione al Tempio

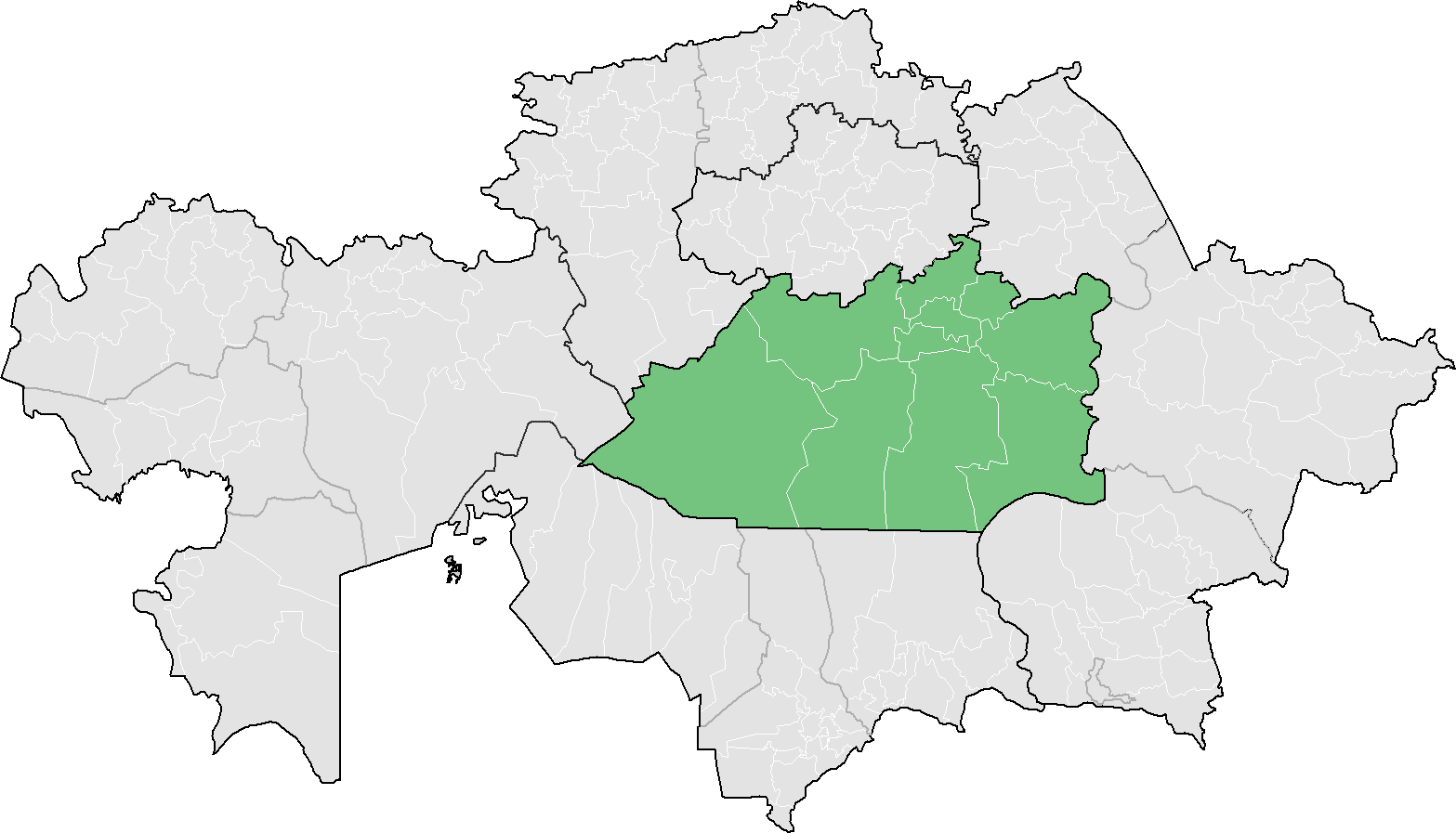
Territorio dell'eparchia

L'eparchia di Karaganda o anche  eparchia di Karaganda e Šahtinsk (in russo: Карагандинская и Шахтинская епархия) è una delle dieci eparchie ortodosse russe in Kazakistan, che costituiscono il "Distretto metropolitano della Chiesa ortodossa russa nella Repubblica del Kazakistan" (in russo Митрополичий округ Русской Православной Церкви в Республике Казахстан?).

## Territorio
Il territorio dell'eparchia corrisponde alla regione di Qaraǧandy. La nuova eparchia ha sede a Karaganda, dove si trova la cattedrale di Nostra Signora della Presentazione al Tempio.

## Storia
L'eparchia è stata creata il 6 ottobre del 2010 per decisione del Santo Sinodo della chiesa ortodossa russa ricavandone il territorio dall'eparchia di Astana e Almaty.